# Chemické sjezdy
Historie českých, československých a česko-slovenských chemických sjezdů

## Sjezdy v letech 1880–1971
1860: První mezinárodní chemický kongres v Karlsruhe v Německu
1872: byl založen „Spolek chemiků českých“
1876: první číslo časopisu „Listy Chemické“
1880: „První sjezd českých lékařův a přírodozpytcův odbýván byl v Praze v dnech svatodušních r. 1880.“ (z oznámení v „Listech chemických“). Spolek českých chemiků měl tehdy 200 členů a jeho tajemník – docent Bohuslav Raýman – organizoval chemickou sekci tohoto sjezdu, která se sešla (v počtu 75 účastníků) 15. a 17. května v chemickém sále české polytechniky a předsedal jí profesor Vojtěch Šafařík. Na sjezdu byl založen fond Jana Svatopluka Presla (1791–1849), autora prvního českého chemického spisu „Lučba“ a autora českého chemického i jiného přírodovědného názvosloví. Sjezdu zaslali své pozdravy Butlerov, Mendělejev a Menšutkin z Petrohradu a dále Radziszewski a Randrowski z Polska. Těchto pět chemiků spolu s českým profesorem Šafaříkem bylo na sjezdu jmenováno čestnými členy Spolku chemiků českých.
1882: Druhý sjezd (českých lékařů a přírodozpytců) byl zahájen 27. května 1882 s chemickou sekcí opět pod předsednictvím prof. Šafaříka.
1891: první číslo periodika „Časopis pro chemický průmysl“
1892: První sjezd chemicko-cukrovarnický se konal v roce 1892 – následovaly další sjezdy chemicko-cukrovarnické skoro každoročně až do roku 1899. Duší programu těchto sedmi sjezdů byl K. Preis.
1892: 17. prosince založena „Společnost pro průmysl chemický v Království českém“ (z iniciativy A. Bělohoubka a F. Štolby) – předsedou byl zvolen J. B. Lambl (1826–1909).
1894: První mezinárodním sjezd chemický se konal v Bruselu 1894.
1896: 2. mezinárodní sjezd chemiků v Paříži 1896
1898: 3. mezinárodní sjezd chemiků ve Vídni 1898
1900: 4. mezinárodní sjezd chemiků v Paříži 1900
1901: Třetí sjezd (českých lékařů a přírodozpytců) s chemickou sekcí (organizovanou docentem Emilem Votočkem), ve které zaznělo 19 přednášek
1907: sloučení Spolku českých chemiků a Společnosti pro průmysl chemický v Království českém do jediného spolku „Česká společnost chemická pro vědu a průmysl“ se dvěma odbory: vědeckým (vedeným Karlem Andrlíkem) a průmyslovým (vedeným A. Nydrlem) – průmyslový odbor měl 3× více členů než odbor vědecký. V této souvislosti došlo ke spojení Listů chemických s Časopisem pro chemický průmysl na „Chemické listy pro vědu a průmysl“.
1908: Čtvrtý sjezd (českých lékařů a přírodozpytců) proběhl 6.–10. června 1908 v 17 sekcích s chemickou (11.) sekcí organizovanou prof. E. Votočkem a prof. K. Andrlíkem. Zahajovací přednášku měl prof. František Wald na téma Základy stechiometrie.
1914: Pátý sjezd (českých lékařů a přírodozpytců) proběhl 29. května až 3. června1914 v 19 sekcích, z nichž 2. sekce (s předsedou prof. J. Hanušem a tajemníkem V. Veselým) se zabývala chemií. Celkem se sjezdu účastnilo 1200 účastníků a zaznělo zde 700 přednášek. V posledním referátu chemické sekce navrhl A. Batěk nové české chemické názvosloví, které v podstatě přetrvává dodnes.
1922: (6.) Sjezd České společnosti chemické (jejím předsedou byl prof. F. Herles) k 50. výročí založení Spolu chemiků českých se konal 29. dubna 1922 ve Sladkovského sále Obecního domu, kde se účastnili E. Votoček, rektor ČVUT, V. Baur, zakladatel Spolku chemiků, J. Milbauer, A. Pavec, J. J. Weiss, J. Hanuš.
1926: Další (7.) sjezd České společnosti chemické se konal v Praze ve dnech 14.–16. května 1926 a byli na něj pozváni všichni čeští i slovenští chemici – zahájení se účastnilo 400 osob. Jednání zahájil prof. J. Šatava a dále vystoupili J. Milbauer, J. Hanuš, Jaroslav Heyrovský, prof. Vojtěch, prof. Votoček, F. Tomíček a další.
1929: Po vzniku nových poboček České společnosti chemické pořádán (8.) chemický sjezd v Praze ve dnech 6.–9. září 1929 (v době veletržního týdne Pražských vzorkových veletrhů?) s jednáním v Obecním domě a v klubovně Veletržního paláce. Na sjezdu přednášeli V. Nosek, F. Topinka, V. Kubelka, B. Šetlík, J. Fragner, A. Vyskočil.
1930: Vznik chemické společnosti (?) na Slovensku
1932: V Praze byl uspořádán 12. kongres průmyslové chemie.
1938: Celostátní sjezd chemiků, který se měl konat 24-28. září 1938 v Bratislavě se z důvodu politických turbulencí nekonal.
1946: 1. června se konal v Praze první poválečný sjezd České společnosti chemické v Obecním domě.
1949: Sjezd „Spolku chemikov Slovákov“ na začátku července v Banskej Štiavnici: 1949: (11.) Sjezd České společnosti chemické v polovině října v Brně
1950: 16.–17. září 1950 – slučovací (12.) sjezd slovenského spolku a české společnosti v Brně, na kterém promluvil prof. J. Gašperík (o historii slovenského spolku) a za čestné členy Společnosti byli zvoleni prof. J. Heyrovský, prof. V. Veselý, prof. O. Tomíček, Ing. F. Moravec, prof. Leopold Ruzicka, prof. I. Kolthoff a prof. Vladimir Prelog.
1951-1954: Zjazdy chemikov (13. – 16.) každoročně v Banskej Štiavnici vždy na počátku července
1952: založení VŠChT Praha
1956: (17.) Zjazd chemikov v Banskej Štiavnici (910 účastníků)
1958: (18.) Sjezd České společnosti chemické ve Zlíně (Gottwaldově)
1959: (19.) Zjazd chemikov v Banskej Štiavnici (1100 účastníků, 250 přednášek, 627 diskusních příspěvků)
1960: (20.) Sjezd České společnosti chemické v Olomouci (400 účastníků, 127 přednášek ve 4 sekcích)
1961: (21.) Sjezd České společnosti chemické v Ostravě (321 účastníků, 113 přednášek)
1962: (22.) Sjezd Československé společnosti chemické v Brně (800 účastníků v 5 sekcích)
1963: (23.) Sjezd Československé společnosti chemické v Žilině (přes 700 účastníků, 273 přednášek v 8 sekcích)
1964: (24.) Sjezd Československé společnosti chemické v Pardubicích (500 účastníků, 176 přednášek v 6 sekcích)
1966: (25.) Jubilejní sjezd chemiků v Praze (518 účastníků, 84 přednášek v 6 sekcích)
1970: (26.) Sjezd Československé společnosti chemické v Českých Budějovicích (196 účastníků, 51 přednášek v 10 sekcích)
1971: (27.) Zjazd chemikov ve Vysokých Tatrách (přes 1700 účastníků, přes 700 přednášek v 17 sekcích)
Podle článku Oldřicha Hanče, vědeckého tajemníka Československé společnosti chemické v Praze, v tiskovině Chemie a lidé, 10/1971, str. 1–5
(Chemie a lidé byl název přílohy časopisu „Chemický průmysl“)

## Sjezdy v letech 1972–2008
197228. sjezd ČSCH v Pardubicích v září (O. Hanč) ;
1973–199129.–47. sjezd ČSCH
199348. sjezd chemických společností, Olomouc 1993 (J. Horák);
199549. sjezd chemických společností v Bratislavě : Na základě dohody mezi Českou společností chemickou a Slovenskou chemickou spoločností bylo rozhodnuto 49. sjezd uspořádat opět společně, za spoluúčasti Slovenskej společnosti priemyslovej chémie a České společnosti pro průmyslovou chemii. Sjezd se konal 4.–8. září 1995 v Bratislavě ve 13 sekcích: analytická chemie, anorganická chemie, fyzikální chemie, historie chemie, potravinářská chemie a technologie, chemie životního prostředí, chemická fyzika, jaderná chemie, syntetické polymery, dřevo, celulóza a papír, organická a farmaceutická chemie, bioorganické dny a vyučování chemie.
199750. sjezd se konal 8.–11. září 1997 ve Zlíně, : Na pořádání sjezdu se podílely Česká společnost chemická, Slovenská chemická spoločnosť, Česká společnost průmyslové chemie, Slovenská spoločnosť priemyslovej chémie, Fakulta technologická ve Zlíně VUT Brno. Sjezdu ve Zlíně se zúčastnilo 514 odborníků.
199951. sjezd chemických společností, 6.–9. září 1999, Nitra,
200052. sjezd chemických společností, 17.–20. září 2000, České Budějovice
200153. sjezd chemických společnosti, Banská Bystrica
200254. sjezd chemických společností, 30. června – 4. července 2002, Brno
200355. sjezd slovenských a českých chemiků v Košicích, 8.–12. září 2003. Registrovalo se 584 účastníků.
200456. sjezd chemických společností, 6.–9. září 2004, Ostrava,
200557. sjezd chemických společností, 2.–6. září 2005, Tatranské Matliare, Vysoké Tatry
200658. sjezd chemických společností, 4.–9. září 2006, Ústí nad Labem
200759. sjezd českých a slovenských chemických společností, 2.–6. září 2007, Tatranské_Matliare, Vysoké Tatry
200860. sjezd českých a slovenských chemických společností, 1.–4. září 2008, Olomouc
Historie 60 sjezdů Chemické společnosti byla shrnuta na www.chemickevzdelavani.wz.cz/60_sjezdu_CSCH.pdf.

## Sjezdy v letech 2009–2024
2009
61. sjezd českých a slovenských chemických společností, 7.–11. září 2009, Tatranské Matliare, Vysoké Tatry
201062. sjezd asociací českých a slovenských chemických společností, 28.–30. června 2010, Pardubice
201163. sjezd českých a slovenských chemických společností, 5.–9. září 2011, Vysoké Tatry
201264. sjezd českých a slovenských chemických společností, 25.–27. června 2012, Olomouc
201365. sjezd českých a slovenských chemických společností, 9.–13. září 2013, Vysoké Tatry
201466. sjezd českých a slovenských chemických společností, 7.–10. září 2014, Ostrava
201567. sjezd českých a slovenských chemických společností, 7.–11. září 2015, Vysoké Tatry
201668. sjezd českých a slovenských chemických společností, 4.–7. září 2016, Praha
201769. sjezd chemiků, září 2017, Horný Smokovec, Vysoké Tatry
201870. sjezd chemiků, září 2018, Zlín
201971. sjezd chemiků, září 2010, Horný Smokovec,Vysoké Tatry
202072. sjezd chemiků, září 2020, Praha
202173. sjezd chemiků, září 2021, Horný Smokovec, Vysoké Tatry
202274. sjezd chemiků, září 2022, Olomouc
202375. sjezd chemiků, 4.–8. září 2023, Horný Smokovec, Vysoké Tatry
202476. sjezd chemiků, bude se konat 26.–29. srpna 2024, Ostrava